# Alternaria
Alternaria é um género de fungos ascomicetes, cujas espécies são conhecidas como importantes patógenos vegetais. São também alergénios comuns em humanos, desenvolvendo-se no interior de construções e causando febre do feno ou reacções de hipersensibilidade que por vezes levam à asma. Facilmente causam infecções oportunistas em pessoas imunocomprometidas, como doentes com SIDA.
Existem 299 espécies neste género; são ubíquas no ambiente e são uma parte natural da flora fúngica em quase qualquer lugar, sendo agentes normais de decomposição. Os esporos deslocam-se pelo ar e podem ser encontrados no solo e na água, bem como no interior de habitações ou em objectos. Os esporos são singulares ou podem formar longas cadeias. Podem desenvolver-se em colónias espessas, geralmente de cor negra ou cinza.
Pelo menos 20% da deterioração de produtos agrícolas é causada por espécies de Alternaria. Muitos distúrbios de saúde em humanos podem ser causados por estes fungos, os quais se desenvolvem na pele e membranas mucosas, incluindo os olhos e o trato respiratório. As alergias são comuns, mas as infecções sérias são raras, excepto em pessoas com sistema imunitário comprometido. Porém, as espécies deste género são frequentemente produtores prolíficos de vários compostos tóxicos. Os efeitos da maioria destes compostos na saúde animal e vegetal não são bem conhecidos. Os termos alternariose e alternariotoxicose são usados para os distúrbios causados por fungos deste género em humanos e animais.
Nem todas as espécies de Alternaria são pragas e patógenos; alguns mostraram potencial como agentes biológicos no controlo de espécies invasoras.
Espécies seleccionadas:
- Alternaria alternata - causa o míldio da batateira e manchas em folhas de Withania somnifera[2] podendo infestar muitas outras plantas. Causa também infecções do trato respiratório superior em doentes com SIDA, asma em pessoas com sensibilidade, e tem sido implicada na rinossinusite crónica.
- Alternaria arborescens - causa antracnose do caule do tomateiro
- Alternaria arbusti - causa lesões nas folhas da pera Nashi
- Alternaria blumeae - causa lesões em Blumea aurita
- Alternaria brassicae - infesta muitos vegetais e roseiras
- Alternaria brassicicola - infesta culturas de Brassicaceae
- Alternaria carotiincultae - causa míldio da folha da cenoura
- Alternaria conjuncta - infesta a pastinaca
- Alternaria dauci - infesta a cenoura
- Alternaria euphorbiicola - infesta culturas de couves
- Alternaria infectoria - infesta o trigo
- Alternaria molesta - pode causar lesões na pele de toninhas
- Alternaria panax - causa míldio em ginseng
- Alternaria petroselini - causa míldio nas folhas da salsa
- Alternaria selini - ataca a salsa
- Alternaria solani - causa míldio em tomateiros e batateiras
- Alternaria smyrnii - infesta esmínios e salsas